# Wellenreiher

Verbreitungskarte des Wellenreihers

Der Wellenreiher (Gorsachius melanolophus) ist eine Art aus der Familie der Reiher. Er kommt ausschließlich in Südostasien vor und ist verhältnismäßig wenig an Wasser gebunden. Sein bevorzugter Lebensraum sind subtropische Regenwälder. 

## Erscheinungsbild
Der Wellenreiher erreicht eine Körpergröße von 49 Zentimetern und wiegt zwischen 417 und 450 Gramm. Der Geschlechtsdimorphismus ist nur schwach ausgeprägt. Männchen haben einen etwas längeren Federschopf als die Weibchen. 
Die Gefiederfärbung ist individuell sehr verschieden, so dass lange Zeit drei Unterarten unterschieden wurden. Die unterschiedliche Gefiederfärbung tritt jedoch im gesamten Verbreitungsgebiet auf, so dass heute keine Unterscheidung in Unterarten üblich ist. Scheitel und Krone sind schwarz. Die Federn am Hinterkopf sind zu einem Schopf verlängert. Der Schnabel ist für eine Reiherart verhältnismäßig kompakt gebaut und am Ende leicht nach unten gebogen. Die Oberschnabel ist dunkelbraun, der Unterschnabel grünlich. Die Wangen und der Hals sind kastanienfarben. Die Kehle ist weiß mit schwarzen Längsstreifen. Der Rücken und die oberen Flügeldecken sind dunkel kastanienfarben mit einer feinen schwarzen Strichelung. Die Schwingen sind schwarzbraun mit weißen Spitzen. Der Schwanz ist schwarz. Die Körperunterseite ist braun mit einer feinen schwarzen Fleckung. Die Flanken sowie der Unterschwanz sind gefleckt braunweiß. Füße und Beine sind olivfarben. 
Verwechslungsmöglichkeiten bestehen mit dem Rotscheitelreiher und dem sehr seltenen Hainanreiher, der im Südosten Chinas und in Vietnam vorkommt. Auffälligstes Unterscheidungsmerkmal ist das kastanienfarbene Gefieder des Wellenreihers.

## Verbreitungsgebiet und Lebensraum
Der Wellenreiher kommt in Indien, Nepal, Thailand, Laos, Kambodscha, Vietnam, Südchina, Taiwan, Japan, den Philippinen und in Teilen Indonesiens vor. Als Lebensraum nutzt er subtropische Regenwälder. Er kommt auch entlang von Bächen, Flüssen, Marschen, Sümpfen und an Staugewässern vor. Für eine Reiherart ist seine Höhenverbreitung ungewöhnlich. In Ostindien ist er bis in Höhenlagen von 2300 Metern über NN beobachtet worden.
Der Wellenreiher ist ein Zugvogel, allerdings sind seine Wanderbewegungen bislang nicht hinreichend untersucht. Es ist möglich, dass nur die nördlichen Populationen ziehen und andere Populationen Standvögel sind. Irrgäste haben mehrfach die Weihnachtsinsel erreicht. Bei jenen im Januar und Dezember 1982 sowie im Januar 1986 handelte es sich um noch nicht geschlechtsreife Vögel.

## Lebensweise
Der Wellenreiher ist eine einzelgängerische Reiherart. Er ist sowohl tag- als nachtaktiv. Er wird gelegentlich auf offenen Flächen beobachtet. Er scheint jedoch bevorzugt seine Nahrung auf dem Boden dichter Regenwälder zu suchen. Entlang von Gewässern fängt er bevorzugt Fische. Die in Wäldern lebenden Populationen dagegen fangen bevorzugt Frösche und große Erdwürmer. Zum Nahrungsspektrum zählen außerdem Käfer, Muscheln, Krebse, Schlangen, Eidechsen und kleine Vögel. 
Die Fortpflanzungszeit variiert in Abhängigkeit vom Standort. Er ist nur gelegentlich ein Kolonienbrüter und ist dann häufig auch mit anderen Reiherarten vergesellschaftet. Das Gelege besteht normalerweise aus drei bis vier Eiern. Die Brutzeit beträgt 30 bis 32 Tage. Beide Elternvögel brüten. Die Jungvögel sind mit etwa 43 Tagen flügge.   

## Belege

### Einzelbelege
1. ↑   Kushlan et al., S. 284
2. ↑   Kushlan et al., S. 283
3. ↑   Kushlan et al., S. 285
4. ↑   Higgins, S. 1038